# دايفيد جيه. بيكر
دايفيد جيه. بيكر (بالإنجليزية: David J. Baker)‏ (و. 1792 – 1869 م) هو سياسي، وقاضي، ومحامي أمريكي، ولد في إيست هادام، كان عضوًا في الحزب الديمقراطي، توفي في ألتون، عن عمر يناهز 77 عاماً.

## مناصب
تولى منصب عضو مجلس الشيوخ الأمريكي ‏
.

## التعليم
تعلم في كلية هاميلتون
.